# Język kuri
Język kuri, także: modan, nabi – język austronezyjski używany w indonezyjskiej prowincji Papua Zachodnia (kabupaten Teluk Bintuni). Według danych z 1982 roku posługuje się nim 500 osób. Według danych szacunkowych Peta Bahasa ma 800 użytkowników.
Z danych publikacji Ethnologue wynika, że jego użytkownicy zamieszkują 16 wsi w południowo-zachodniej części półwyspu Bomberai. Stwierdzono zanik użycia kuri (jest wypierany przez inne języki). Indonezyjska publikacja Peta Bahasa do obszaru tego języka zalicza wieś Obo (Nabi) (dystrykt Kuri, kabupaten Teluk Bintuni), a także szereg innych miejscowości: Simiei, Refideso, Wagurai, Sarbe, Naramasa, Tigo, Tantur, Saiware.
Jego dokładna pozycja w ramach rodziny austronezyjskiej nie została dobrze ustalona. Na poziomie słownictwa jest bliski językowi irarutu, który został zaliczony do grupy języków południowohalmaherskich. Według innych informacji języki te nie są sobie szczególnie bliskie, a doniesienia o ich bliskości – i wzajemnej zrozumiałości – wynikają zapewne z powszechnego bilingwizmu.